# حزقيال رودريغيز
حزقيال رودريغيز (بالإسبانية: Ezequiel Rodríguez)‏ هو لاعب كرة قدم أرجنتيني في مركز الهجوم، ولد في 19 مارس 1980 في سانتياغو ديل استيرو في الأرجنتين. لعب مع Universitario de Sucre ‏.

## وصلات خارجية
- حزقيال رودريغيز على موقع قاعدة بيانات كرة القدم.إي يو (الإنجليزية)
- حزقيال رودريغيز على موقع Soccerway.com (الإنجليزية)